# زعفران خزر
زعفران خزر (نام علمی: Crocus caspius) یکی از گونه‌های سردهٔ زعفران است. ارتفاع آن ۱۲ سانتیمتر و دارای لولهٔ بلند و زیبایی است. این گل در چمن‌زارها و در حاشیهٔ جنگل‌های منطقه دریاری خزر از سطح دریا تا ارتفاع ۱۳۰۰ متری می‌روید. گل‌های این گونه در مرکز به رنگ زرد نارنجی و بعضی مواقع سه زبانهٔ بیرونی گلپوش آن دارای سطح خارجی بنفش روشن می‌باشد. برگ‌ها به همراه گل‌ها ظاهر گردیده ولی میوهٔ آن تا قبل از بهار آینده رشد نمی‌کند. معمولاً چنین تصور می‌شود که زعفران‌ها بهار گل بوده در حالی‌که تعداد کمی از آنها نیز وجود دارند که در فصل پائیز گل داده و این زعفران‌های دیرگل هستند که با گل حسرت اشتباه می‌شوند. فصل گل‌دهی مهر و آبان ماه است.